# Priečne sedlo
Priečne sedlo (2352,3 m n. m.) je horské sedlo na Slovensku ve Vysokých Tatrách. Leží mezi Širokou vežou a Priečnou vežou. Za pěkného počasí je ze sedla vidět na východě Lomnický a Pyšný štít a na západě pak Gerlachovský štít.
Přes sedlo vedla dlouhou dobu pouze jednosměrná řetězy jištěná turistická značka spojující Malou a Velkou Studenou dolinu. V létě 2013 byla do východní stěny osazena druhá sada řetězů a kramlí a stezka tak byla zpřístupněna oboustranně, tzn. s možností sedlo překonat jak z Malé (od Téryho chaty či Sedielka), tak z Velké Studené doliny (od Zbojnické chaty). Turistická trasa přes sedlo je ale mimo letní období, tzv. od 1. listopadu do 15. června, uzavřena.

## Náročnost přechodu

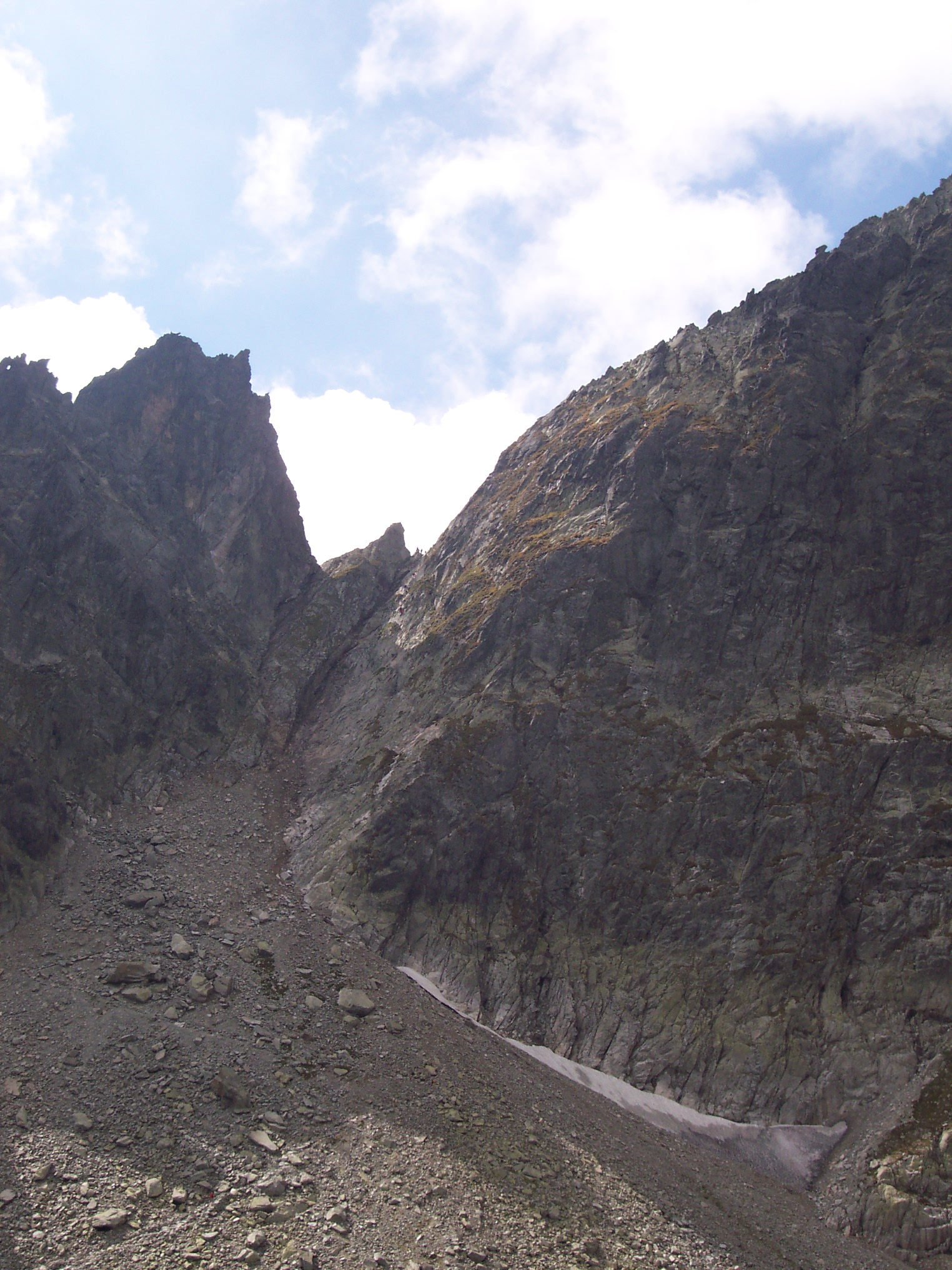
Výstup k sedlu z Malé Studené doliny

Túra přes Priečné sedlo je jedna z vůbec nejnáročnějších turisticky značených tras ve Vysokých Tatrách. Závěrečných několik desítek metrů východní stěny je jištěno řetězy, u kterých je vždy doporučeno kontrolovat pevnost jejich uchycení ve skále (jedná se o turisticky značenou trasu, kterou v sezoně projdou desítky lidí denně a proto může dojít k uvolnění jejich uchycení ve skále). Výstup je skutečně technicky náročný, proto je vždy lepší cestu nahoru nepodceňovat a počkat s ní na vhodné klimatické podmínky. Stezku vedoucí přes Priečne sedlo právě pro její vysokou náročnost bylo povoleno procházet pouze ve směru z Malé do Velké Studené Doliny; od roku 2013 je ji sice možné projít i obráceně, přechod ve směru z Malé Studené doliny je ale stále jednodušší než opačným směrem.